# Avløypet
Ne doit pas être confondu avec Avløypet (Stord) ou Avløypet (Øygarden).
Avløypet est une île norvégienne du comté de Hordaland appartenant administrativement à Bømlo.

## Description
Rocheuse et désertique, elle s'étend sur environ 820 m de longueur pour une largeur approximative de 383 m.